# Kanizat Ibrahim

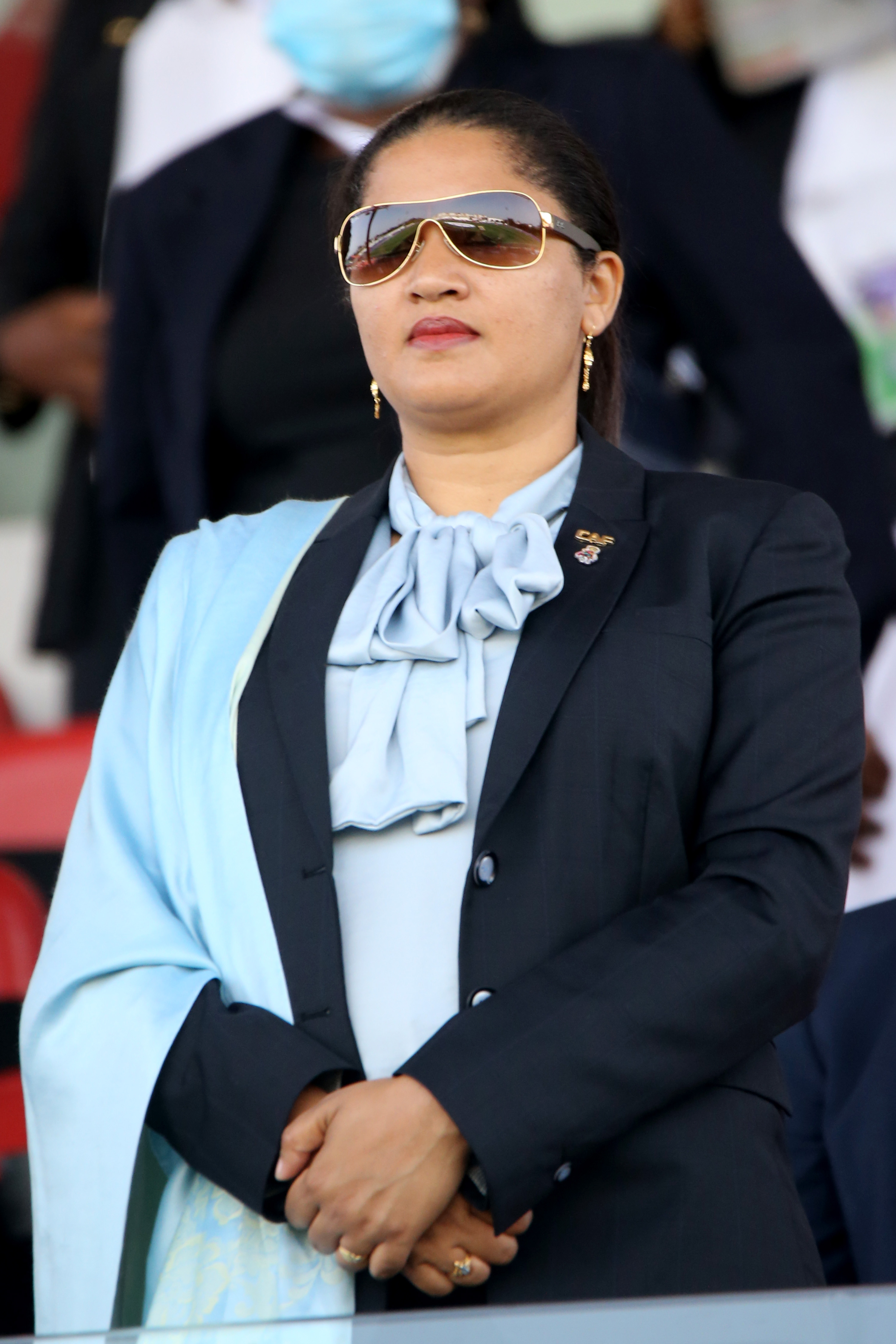
Kanizat Ibrahim (2022)

Kanizat Ibrahim (geb. 1975) ist eine Geschäftsfrau und Fußballfunktionärin in den Komoren. Sie ist die 5. Vizepräsidentin der Confédération Africaine de Football (CAF) und damit die erste weibliche Vizepräsidentin und Präsidentin für das Organisationskomitee für Frauenfußball in der CAF.

## Leben

### Ausbildung und Karriere
Kanizat Ibrahim erwarb einen Abschluss an der Universität Montesquieu Bordeaux IV in Bordeaux. Sie arbeitete als Managerin und wurde General Manager bei Synercom Comores, einer Kommunikations- und Event-Agentur, und auch für Ifocom, IMI Concept, Karloc & Services, Epsilon Security, in den Sektoren Marketing, Neue Technologien und Kommunikation. Von 2005 bis 2007 war sie Vizepräsidentin der International Junior Chamber der Komoren und leitete dort die Unternehmens-Kommission. 2009 arbeitete sie mit einem Team um den ersten Marathon International der Komoren und den ersten Marathon für Frauen in den Komoren zu organisieren.

## Sportfunktionärin

### FFC
Nachdem die Fédération Comorienne de Football (FFC) in eine Führungskrise gefallen war, entschied die FIFA (International Federation of Association Football) im März 2019 ein Standardization Committee für die FCF zu ernennen, welches für die Geschäftsführung, Überarbeitung der Statuten, das Wahlsystem und den Code of Ethics der Federation, sowie für die Durchführung transparenter Wahlen zuständig sein sollte. Ibrahim Kanizat wurde als Vorsitzende gewählt und begann mit ihren Aufgaben am 12. November 2019. Ihre Amtszeit dauerte zunächst bis zum 30. September 2020, wurde aber von der FIFA aufgrund der COVID-19-Pandemie um fünf Monate verlängert. Das Komitee beendete ihre Amtszeit jedoch nach Erfüllung ihrer Aufgabe, eine Wahl zu organisieren. Said Ali Said Athoumani wurde als neuer Präsident des FFC gewählt.

### CAF
Am 12. März 2021 wurde sie auf vier Jahre als Repräsentantin in das Exekutivkomitee der Confédération Africaine de Football (CAF) gewählt. Am nächsten Tag wurde sie zur Vizepräsidentin der CAF gewählt; damit war sie die erste Person aus den Komoren, die eine solche Verantwortung innerhalb dieser Organisation erreicht hatte; ihre Ernennung machte sie auch zur ersten weiblichen Vizepräsidentin in der Geschichte der CAF.
Am 18. Mai 2021 wurde sie zur Präsidentin des Organisationskomitees für Frauenfußball der CAF in Nachfolge von Isha Johansen.